# Machairodus
Machairodus fou un gènere de dents de sabre maquerodontins de grans dimensions que visqueren a Europa, Àsia, Àfrica i Nord-amèrica entre el Miocè i el Plistocè, des de fa 11,6 milions d'anys fins a en fa 126.000.